# Chayanne
Chayanne, geboren als Elmer Figueroa de Arce (San Lorenzo (Puerto Rico), 28 juni 1968) is een Puerto Ricaans zanger.
Al op jonge leeftijd gebruikte Chayanne zijn artiestennaam. Hij deed auditie voor de groep Menudo, maar daar bleek hij te jong voor te zijn. Daarop besloot hij samen met Titi Soto een concurrerende groep op te richten, Los Chicos. Die groep behaalde enkele nummer 1-hits in de Verenigde Staten. Hoewel deze niet het succes van Menudo evenaarden, werden ze toch bescheiden hits in Latijns-Amerika.
In 1987 begon Chayanne aan zijn solocarrière en werd een tieneridool in Spaanssprekend Amerika. In de jaren 90 verhuisde hij naar Miami en trouwde met Marilisa Maronese. Samen met Ricky Martin wordt hij beschouwd als het grootste tieneridool uit Puerto Rico.

## Discografie
- Chayanne es mi nombre (1984)
- Sangre Latina (1986)
- Chayanne (1987)
- Chayanne II (1988)
- Tiempo de Vals (1990)
- Provócame (1992)
- Influencias (1994)
- Volver a Nacer (1996)
- Atado a Tu Amor (1998)
- Simplemente (2000)
- Grandes éxitos (2002)
- Sincero (2003)
- Desde Siempre (2005)
- Cautivo (2005)
- Mi tiempo (2007)
- Vivo (2008)
- No hay imposibles (2010)
- A Solas Con Chayanne (2012)
- En Todo Estaré (2014)

## Film
In 1998 speelde hij Rafael Infante in de film Dance with me samen met Vanessa Williams. Verder speelde hij zichzelf in Volver a empezar (1994), en speelde in soaps zoals Provocame.